# Frontenay-Rohan-Rohan
Frontenay-Rohan-Rohan là một xã trong tỉnh Deux-Sèvres trong vùng Nouvelle-Aquitaine ở phía tây nước Pháp. Xã này nằm ở khu vực có độ cao trung bình 18 mét trên mực nước biển.
Thị trấn này có cự ly 10 km về phía nam Niort trên đường nối với La Rochelle. Dân số năm 2006 khoảng 2995 người.